# Луї Тессьє
Луї Тессьє (фр. Louis Tessier, 27 червня 1889, Париж — 5 травня 1969, Комп'єнь) — французький футболіст, що грав на позиції воротаря за «Бон Консей» та національну збірну Франції.

## Клубна кар'єра
На клубному рівні грав за «Бон Консей».

## Виступи за збірну
1909 року дебютував в офіційних матчах у складі національної збірної Франції. Протягом наступних двох років провів у її формі 5 матчів, пропустивши загалом 36 голів. Зокрема пропустив відповідно 11 та 10 голів у двох іграх проти англійців.
Помер 5 травня 1969 року на 80-му році життя в Комп'єні.
| Дата      | Місто          | Господарі | Результат | Гості   | Турнір           | Голи | Примітки |
| --------- | -------------- | --------- | --------- | ------- | ---------------- | ---- | -------- |
| 9-5-1909  | Брюссель       | Бельгія   | 5 – 2     | Франція | товариський матч | -5   |          |
| 22-5-1909 | Жантії         | Франція   | 0 – 11    | Англія  | товариський матч | -11  |          |
| 3-4-1910  | Жантії         | Франція   | 0 – 4     | Бельгія | товариський матч | -4   |          |
| 16-4-1910 | Брайтон і Гоув | Англія    | 10 – 1    | Франція | товариський матч | -10  |          |
| 15-5-1910 | Мілан          | Італія    | 6 – 2     | Франція | товариський матч | -6   |          |
| Усього    |                | Матчів    | 5         |         | Голів            | -36  |          |